# Lockheed Ventura
Die Lockheed PV Ventura (Werksbezeichnung Model 37) war ein zweimotoriges Kampfflugzeug des Zweiten Weltkrieges aus US-amerikanischer Produktion. Verwendet wurde die Maschine des Herstellers Lockheed als Seefernaufklärer und Bomber. Sie wurde aus dem zivilen Passagierflugzeug Model 18 Lodestar entwickelt und hatte ihren Erstflug am 31. Juli 1941. Zwischen Juli 1941 und September 1945 wurden insgesamt 3.028 Lockheed 37 hergestellt.

## Entwicklung
Da das britische Air Ministry mit der Hudson, einer militärischen Variante der Lockheed Model 14 sehr gute Erfahrungen gemacht hatte, akzeptierte es im September 1939 den Vorschlag von Lockheed, auch eine militärische Weiterentwicklung der zivilen Lockheed Model 18 (Lodestar) zu beschaffen. Im Februar 1940 wurde daraufhin ein erster Auftrag seitens der RAF über 25 Maschinen (Model 32-94-01 als Aufklärer und Model 132-56-01 als Bomber) erteilt. Weitere Gespräche mit Lockheed führten jedoch zum Konzept einer noch weiter verbesserten Lodestar (Model 37-21-01), ausgerüstet mit Pratt & Whitney Double Wasp S1A4. Die alte Bestellung wurde daraufhin auf das Model 37 geändert und auf 300 Maschinen erhöht. Später wurden nochmals 375 Flugzeuge in Auftrag gegeben. Die Flugzeuge dieses Auftrags wurde von der Vega Aircraft Corporation gefertigt.

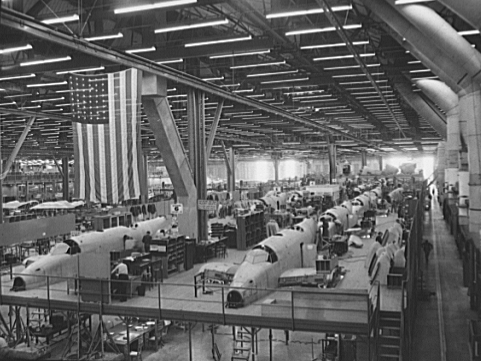
Ventura-Produktion bei Lockheed Vega, Juni 1941

Die United States Army Air Forces bestellten ebenfalls 200 Venturas, die als B-34 Lexington bezeichnet wurden. Ferner bestellte die USAAF 550 Aufklärer mit schwächeren Wright-R-2600-Motoren, die erst als O-56, dann als RB-34B und schließlich als B-37 bezeichnet wurden.
1942 hatte die United States Navy erkannt, dass Wasserflugzeuge nur bedingt den Anforderungen für Seefernaufklärer genügten. Man suchte daher nach in Produktion befindlichen Bombern, die für diese Aufgabe geeignet waren. Die Wahl fiel auf die Consolidated B-24 Liberator, die North American B-25 Mitchell und die Ventura. Am 7. Juli 1942 unterzeichneten USN und USAAF dann ein Abkommen, das der Marine einen Anteil der Bomberlieferungen garantierte. Bereits einen Monat später wurden die ersten B-24D an die U.S. Navy übergeben. Im August 1943 schließlich löste die USAAF ihr „Anti-Submarine Command“ (U-Boot-Abwehr-Kommando) auf und übergab alle dort eingesetzten Maschinen an die U.S. Navy.
So wurde auch die Produktion der B-37 nach nur 18 Maschinen gestoppt. Für die U.S. Navy wurde eine andere Funkausrüstung eingebaut, die Reichweite wurde erhöht, die Bewaffnung verändert und ein ASD-1-Radar in der Flugzeugnase eingebaut. Von dieser Version bestellte die Marine 1.600 Stück als PV-1 Ventura, die ab Dezember 1942 ausgeliefert wurden.
Am 30. Juni 1943 orderte die U.S. Navy dann eine verbesserte Version, die als PV-2 Harpoon bezeichnet wurde. Die Reichweite wurde nochmals erhöht und die Bewaffnung verbessert. Leicht verändert wurde ferner das Heckleitwerk. Sie flog erstmals am 3. Dezember 1943. Allerdings mussten die Tragflächen komplett überarbeitet werden, wodurch Ende 1944 lediglich 69 einsatzbereit waren. Über 500 PV-2 wurden fertiggestellt, mit dem Kriegsende wurden aber alle weiteren Bestellungen storniert.

## Einsatz

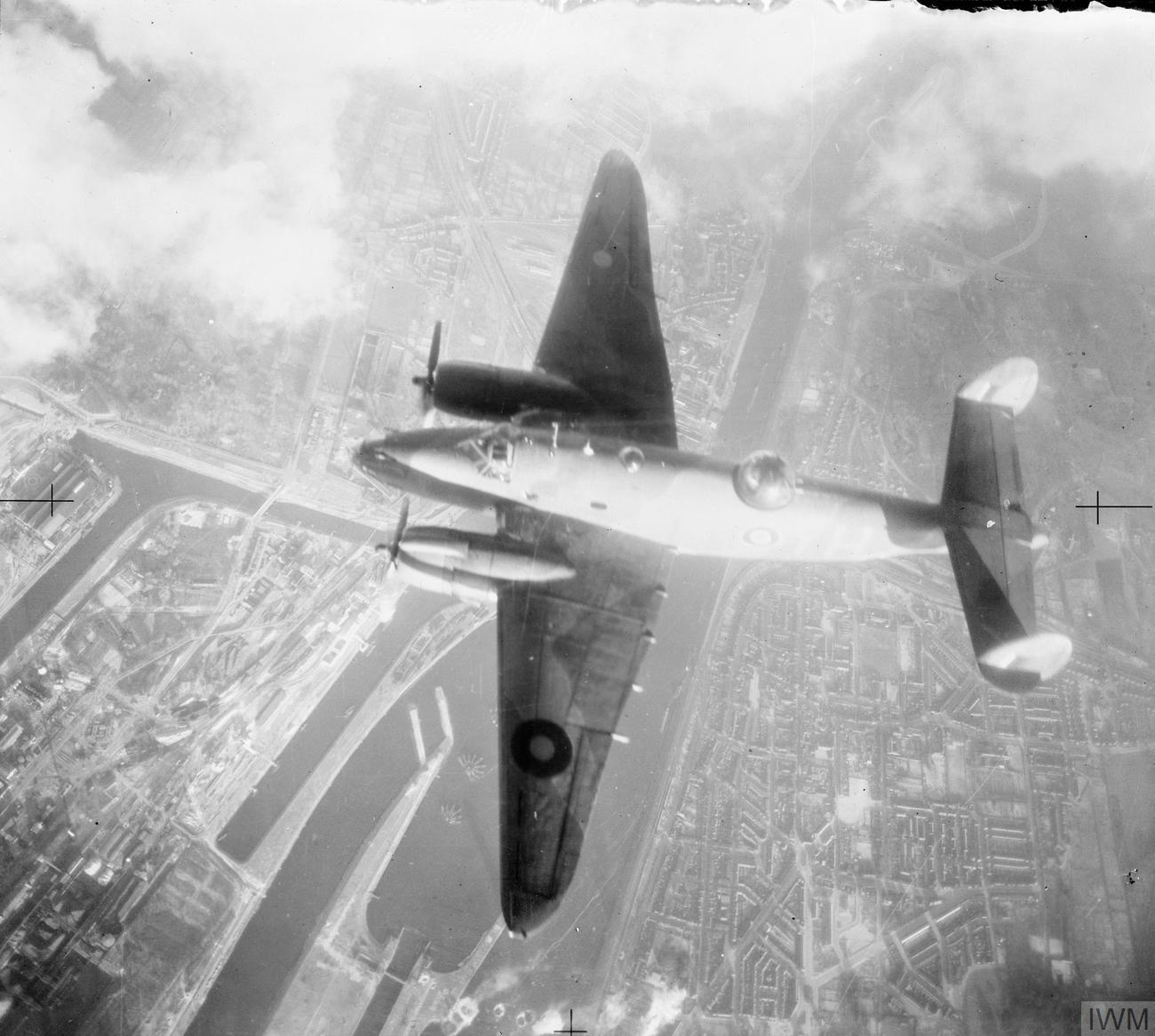
RAF Ventura I beim Angriff auf IJmuiden, Februar 1943

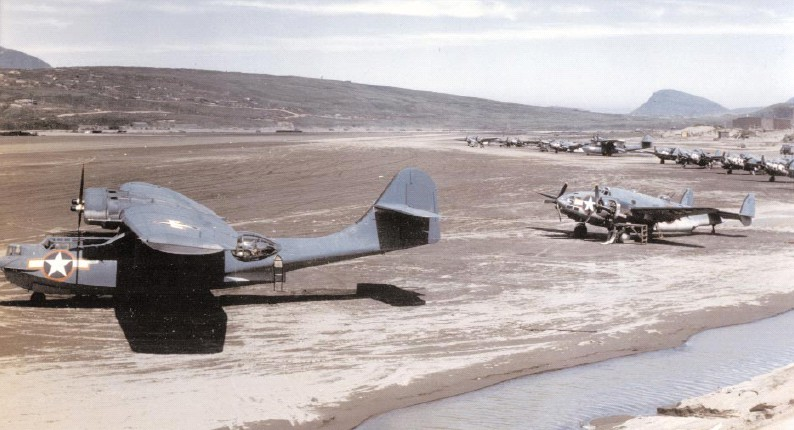
PV-1 auf den Aleuten, 1943

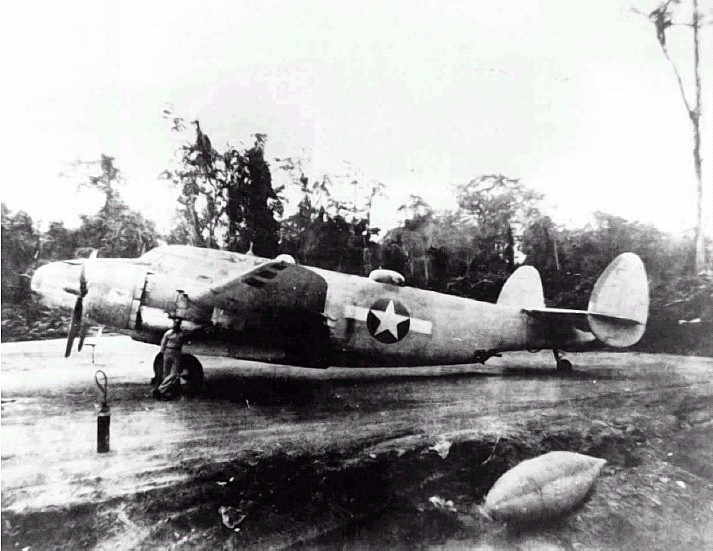
PV-1-Nachtjäger des U.S. Marine Corps, 1943

Zwischen November 1942 und September 1943 setzten die RAF und die Royal New Zealand Air Force die Ventura als Bomber ein. Es zeigte sich jedoch, dass die Maschine zu langsam und zu schwach bewaffnet war. Sie wurde deshalb an das RAF Coastal Command, die Royal Canadian Air Force und die South African Air Force zur Seeüberwachung abgegeben. Während Kanada die Ventura schon bald ausmusterte, flogen die südafrikanischen Maschinen noch bis weit in die 1960er-Jahre.
Die Royal Australian Air Force und die RNZAF setzten Venturas in und um Neuguinea ein. Die australischen und neuseeländischen wurden 1946 ausgemustert.
Die meisten Lockheed PV wurden jedoch von der U.S. Navy eingesetzt. Den ersten Einsatz flogen PV-1 im April 1943 in Alaska. PV-1 und später PV-2 flogen auch regelmäßig Angriffe von den Aleuten auf japanische Stützpunkte auf Paramuschir. Einige PV-1 wurden auch vom United States Marine Corps als Nachtjäger über den Salomonen-Inseln eingesetzt. Die Hauptaufgabe war aber die Seeüberwachung im Atlantik und Pazifik. Nach dem Zweiten Weltkrieg wurde die PV-2 noch bis 1948 von Reservestaffeln der U.S. Navy geflogen.
Brasilien erhielt 1944 15 PV-1 und sechs PV-2, die bis in die 1950er-Jahre geflogen wurden. Einige wurden dann noch als Transportflugzeuge umgebaut.
Ebenfalls 1944 erhielten die freifranzösischen Streitkräfte einige PV-1, die bei der „Flottille 6F“ Dienst taten. Schon bald nach dem Krieg wurden sie durch Bloch 175 abgelöst. Frankreich erhielt nach dem Zweiten Weltkrieg auch einige PV-2, die bei der Staffel 12S flogen und später an Portugal abgegeben wurden.
Italien erhielt ebenfalls 22 PV-2, die bis Ende der 1950er-Jahre bei der 86. und 87. Gruppi Antisommergibili (ASW-Gruppe) eingesetzt wurden.
Im Juli 1951 erhielten die neu gegründeten Japanischen Selbstverteidigungsstreitkräfte 17 PV-2.
Im gleichen Jahr erhielten die Niederlande 18 PV-2, die allerdings schon nach zwei Jahren durch die Lockheed P2V-5 Neptune ersetzt wurden.
Die Streitkräfte Perus erhielten sechs PV-2, die bis in die 1960er-Jahre flogen.
1954 erhielt Portugal die 18 niederländischen PV-2 sowie 24 aus den USA und Frankreich. Einige wurden später zu Schlachtflugzeugen umgebaut und taten im Kolonialkrieg in Angola bis in die 1970er-Jahre Dienst.

## Versionen

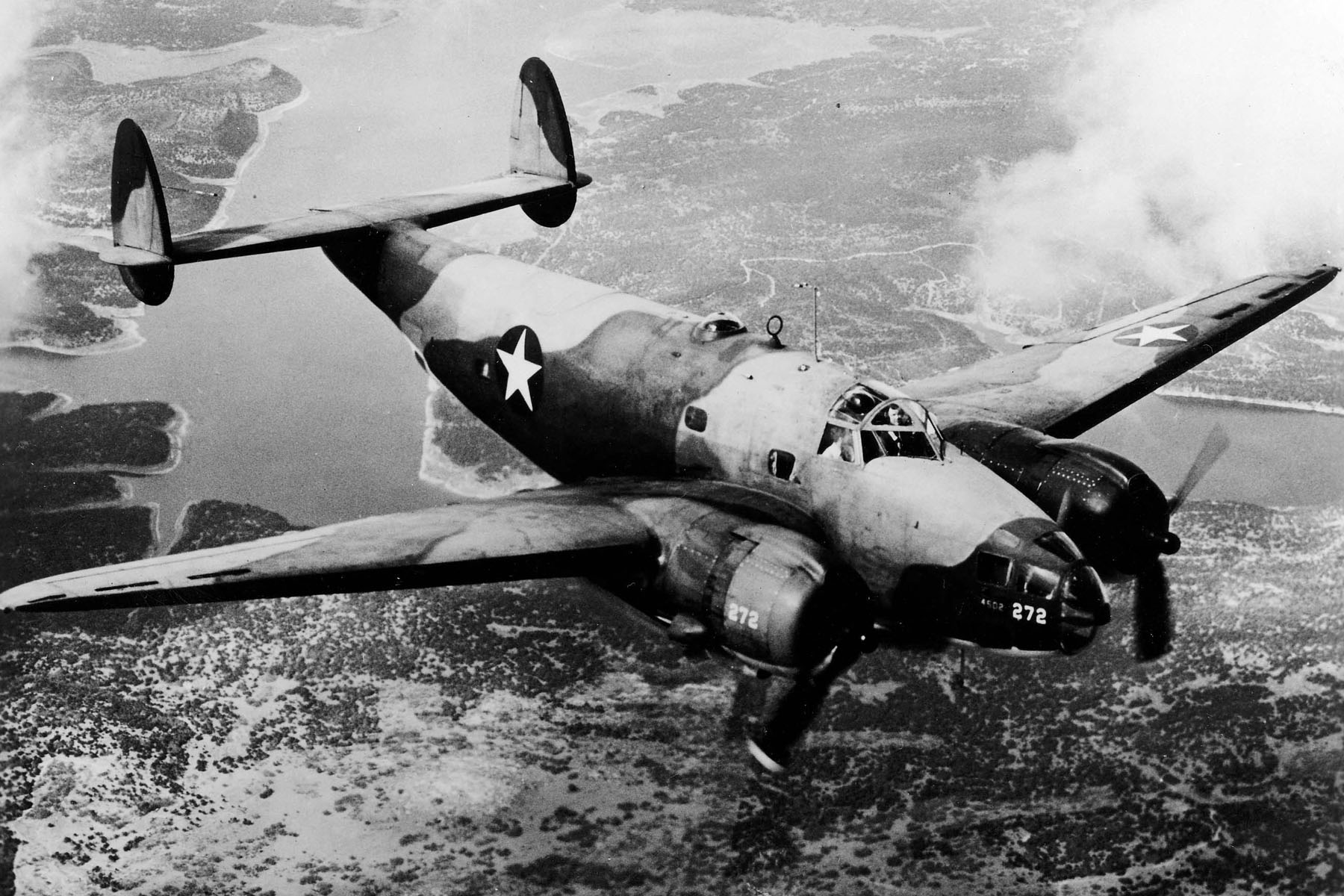
Lockheed B-34-VE

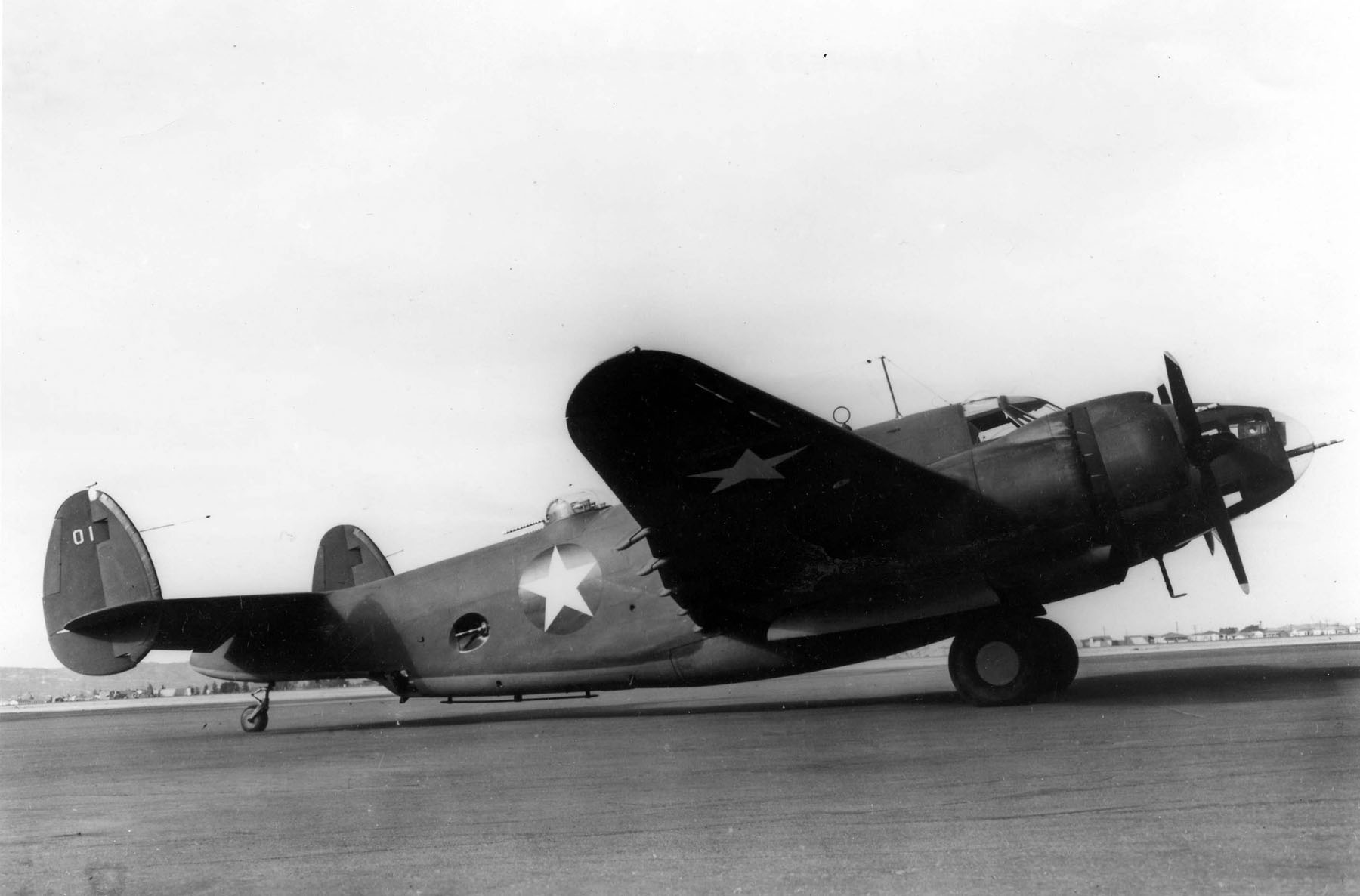
Lockheed B-37

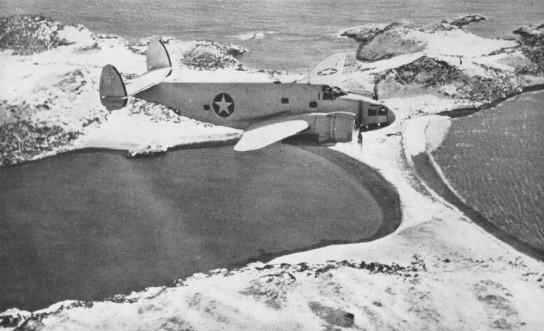
PV-3 der Staffel VP-82, Anfang 1943

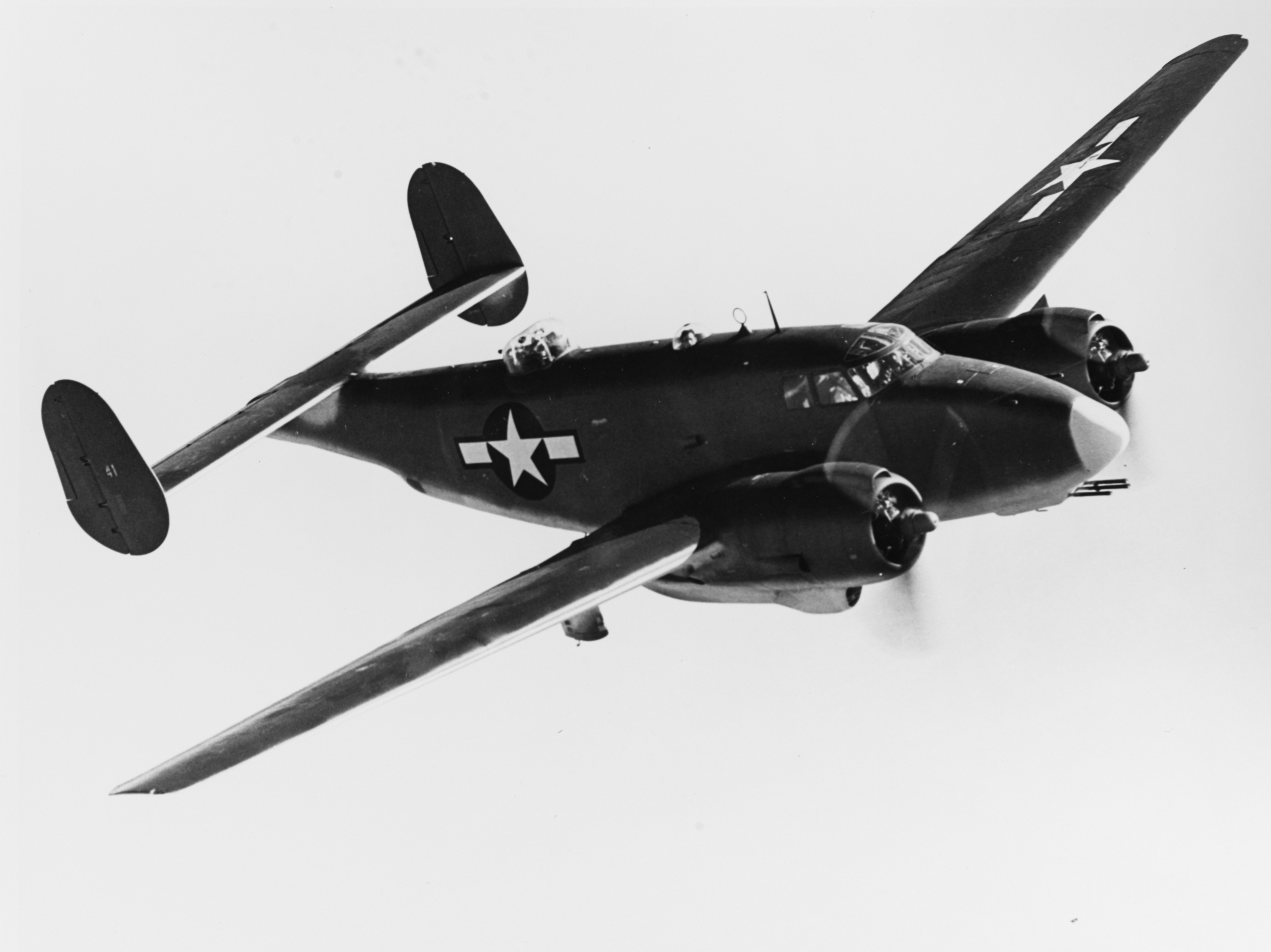
PV-2 Harpoon

Ventura I (Model 37-21-01)militärische Ausführung der Lockheed L-18 Lodestar mit 1850 PS leistenden Motoren Pratt & Whitney S1A4-G Double Wasp, 188 wurden für die RAF gebaut.
Ventura GR IUmbau der übriggebliebenen Ventura I als Seefernaufklärer, der ab Herbst 1943 durchgeführt wurde. Einsatz zunächst beim Coastal Command und im Mittelmeerraum.
Ventura C IUmbau von Ventura I als Transportflugzeug.
Ventura II (Model 37-27-01)Version mit R-2800-31-Motoren und größerem Bombenschacht, 487 Maschinen wurden gebaut. 196 Maschinen gingen an Streitkräfte des Commonwealth. 264 wurden von USAAF übernommen, 27 von der USN als PV-3.
Ventura IIA (Model 137-27-02)200 Maschinen im Rahmen des Lend&Lease-Abkommens mit einem Martin-Drehturm und US-Ausrüstung. Es gingen nur 25 an die RAF, der Rest an die USAAF als B-34.
Ventura III (Model 137-96-03)nicht gefertigt
Ventura GR V387 PV-1, die an die RAF geliefert wurden, später teilweise zu Ventura-C.V.-Frachtmaschinen umgerüstet.
B-34-VE Lexington (Model 137-27-02)Bezeichnung der Ventura IIA bei der USAAF, 20 wurden gebaut. Im Oktober 1942 in RB-34 umbenannt. (VE steht für Fertigung bei Vega)
B-34A-VE66 Maschinen im Rahmen des Lend & Lease gefertigt und als Ventura IIA für RAF, RAAF, RCAF und RNZAF gefertigt (B-34A-1-VE). 101 Maschinen an die USAAF geliefert, davon 57 B-34A-2-VE Bombenschulflugzeug, 28 B-34A-3-VE zur Ausbildung von Bordschützen und 16 B-34A-4-VE als Zielschleppflugzeug gefertigt.
B-34B-VE13 B-34A als Navigationstrainer gelieferte Maschinen, später in RB-34B-VE umbenannt.
B-37-LO (Model 137-96-03)Seefernaufklärer der USAAF, B-34 mit 1700-PS-Motoren Wright R-2600-13, 550 als O-56 bestellt, später als RB-34B-LO bezeichnet. 18 wurden gebaut, der Rest storniert. Erstflug am 21. September 1942. Die letzte Maschine wurde im April 1943 ausgeliefert.
PV-1 Ventura (Model 237-27-01)navalisierte B-34 für die U.S. Navy mit erhöhter Treibstoffzuladung und ASD-1-Radar, 1.600 wurden gebaut. Erstflug 3. November 1942. Einige Maschinen wurden als dreisitziger Nachtjäger umgerüstet. Sie erhielten ein britisches AI-Mk-IV-Radar und wurden vom USMC verwendet.
PV-1PVersion für spezielle Langstreckeneinsätze mit zusätzlichen Kameras, nur wenige Maschinen wurden 1945 so ausgerüstet.
PV-2 Harpoon (Model 15-27-01)vergrößerte PV-1 mit verstärkter Bewaffnung, mehr Kraftstoff, anderen Tragflächen, einem vergrößerten Seitenleitwerk und AN/APS-3-Radar. Die Tragflächen zeigten sich der Belastung nicht gewachsen und mussten nochmals neu konstruiert werden. 500 wurden gebaut.
PV-2CBezeichnung für die ersten 30 PV-2 mit den originalen Tragflächen.
PV-2DPV-2 mit acht 12,7-mm-MG im Bug. 908 wurden bestellt, bei Kriegsende waren jedoch nur 35 fertiggestellt, der Rest wurde storniert.
PV-2TNach dem Krieg Umbau einiger PV-2 zu unbewaffneten Trainern.
PV-327 von der U.S. Navy übernommene Ventura II.
PV-4Projekt mit höherer Leistung und stärkerer Bewaffnung. Entwicklung bei Kriegsende eingestellt.

## Produktion
Abnahme der Lockheed Ventura durch die USAAF/US Navy:
| Version | 1941 | 1942 | 1943 | 1944 | 1945 | SUMME |
| ------- | ---- | ---- | ---- | ---- | ---- | ----- |
| B-34    | 25   | 913  | 76   |      |      | 1014  |
| B-37    |      |      | 18   |      |      | 18    |
| PV-1    |      |      | 1109 | 352  |      | 1461  |
| PV-2    |      |      |      | 65   | 470  | 535   |
| SUMME   | 25   | 913  | 1203 | 417  | 470  | 3028  |

## Nutzer

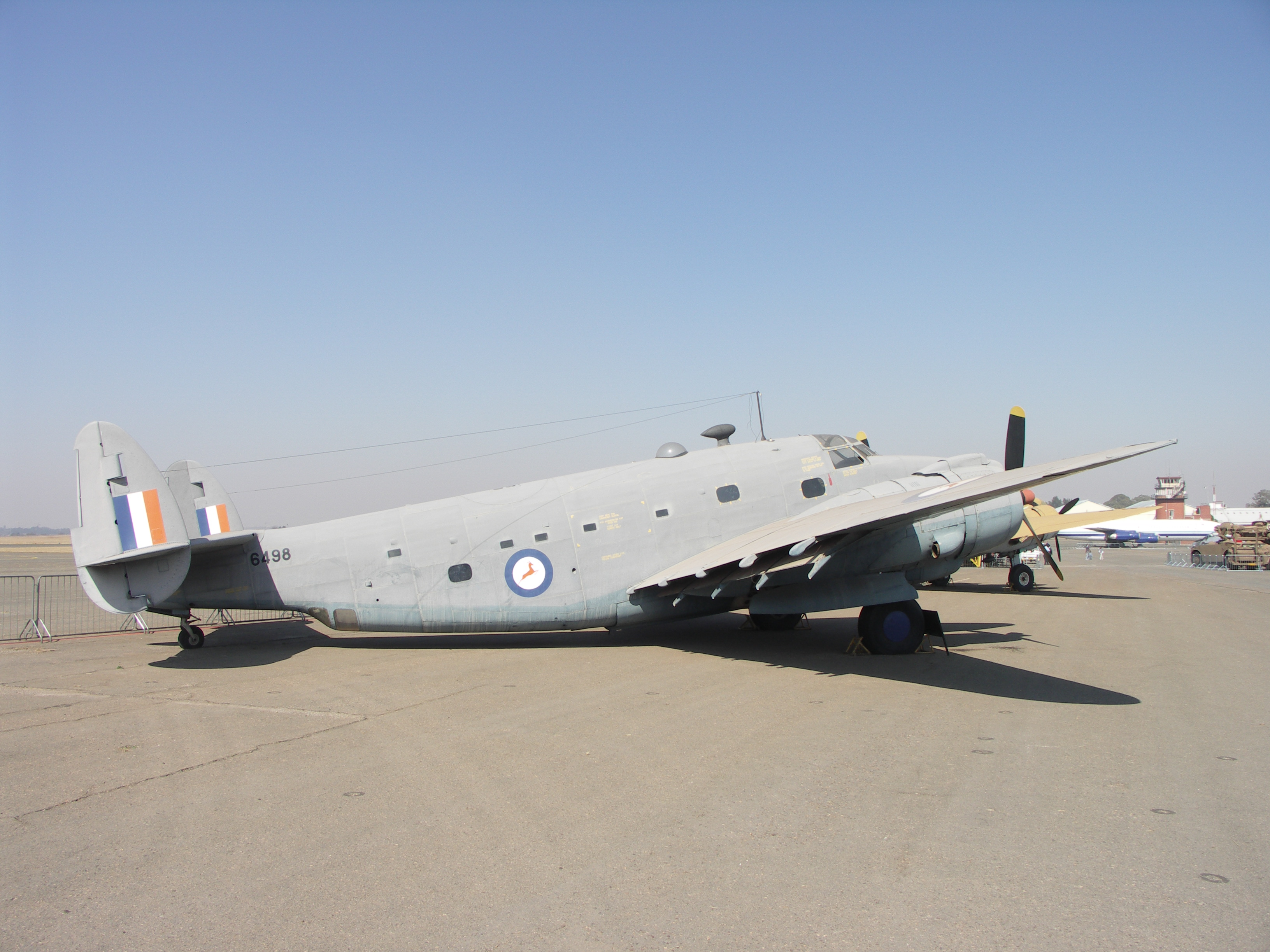
Außerdienstgestellte PV-1 im SAAF-Museum

AustralienRoyal Australian Air Force
 BrasilienForça Aérea Brasileira
 FrankreichFranzösische Marine
 JapanMeeresselbstverteidigungsstreitkräfte
 KanadaRoyal Canadian Air Force
 NiederlandeKoninklijke Marine
 NeuseelandRoyal New Zealand Air Force
 SüdafrikaSouth African Air Force
 Vereinigtes KönigreichRoyal Air Force
 Vereinigte StaatenUnited States Marine Corps
United States Navy

## Technische Daten

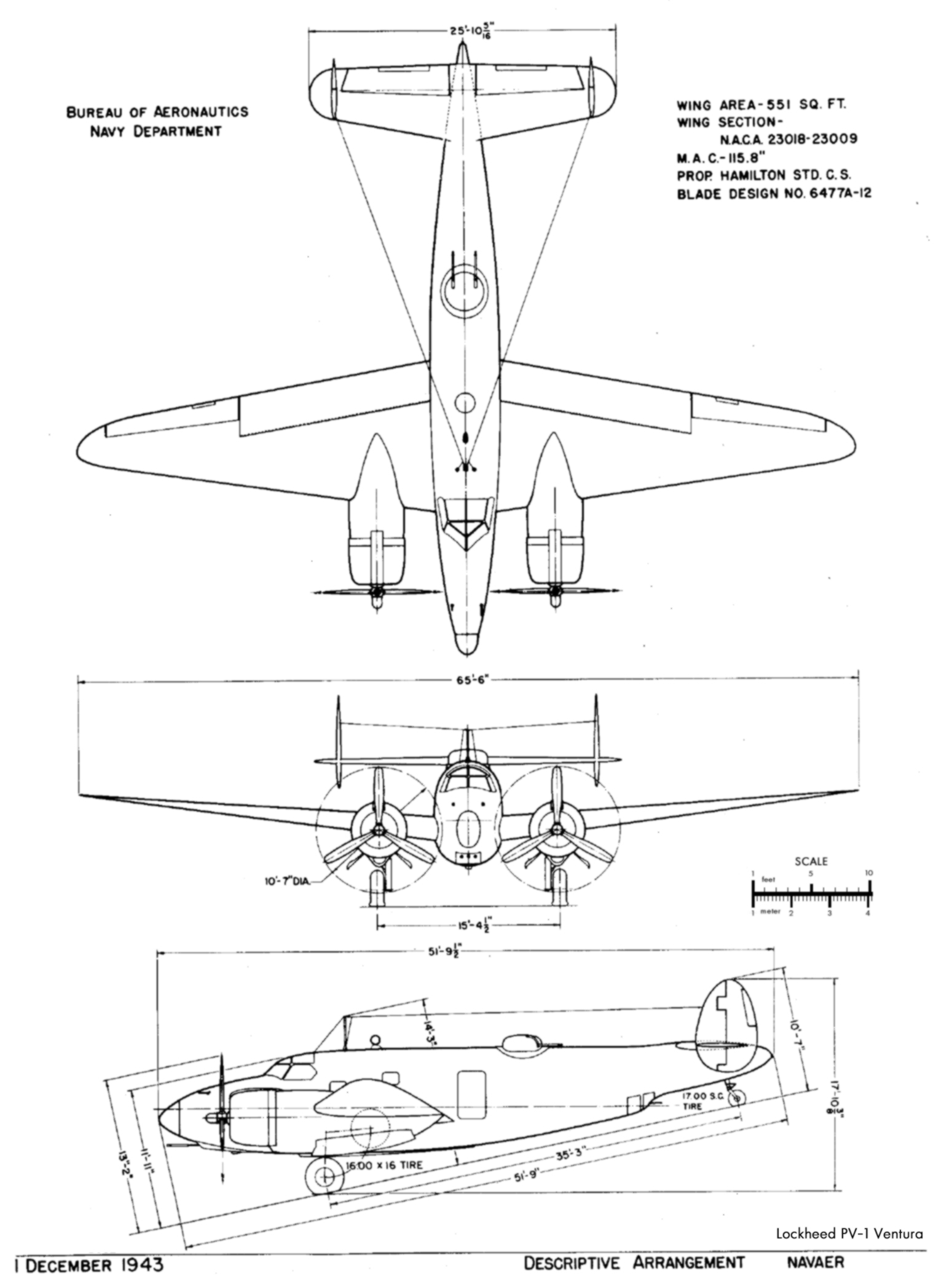
Risszeichnung der PV-1

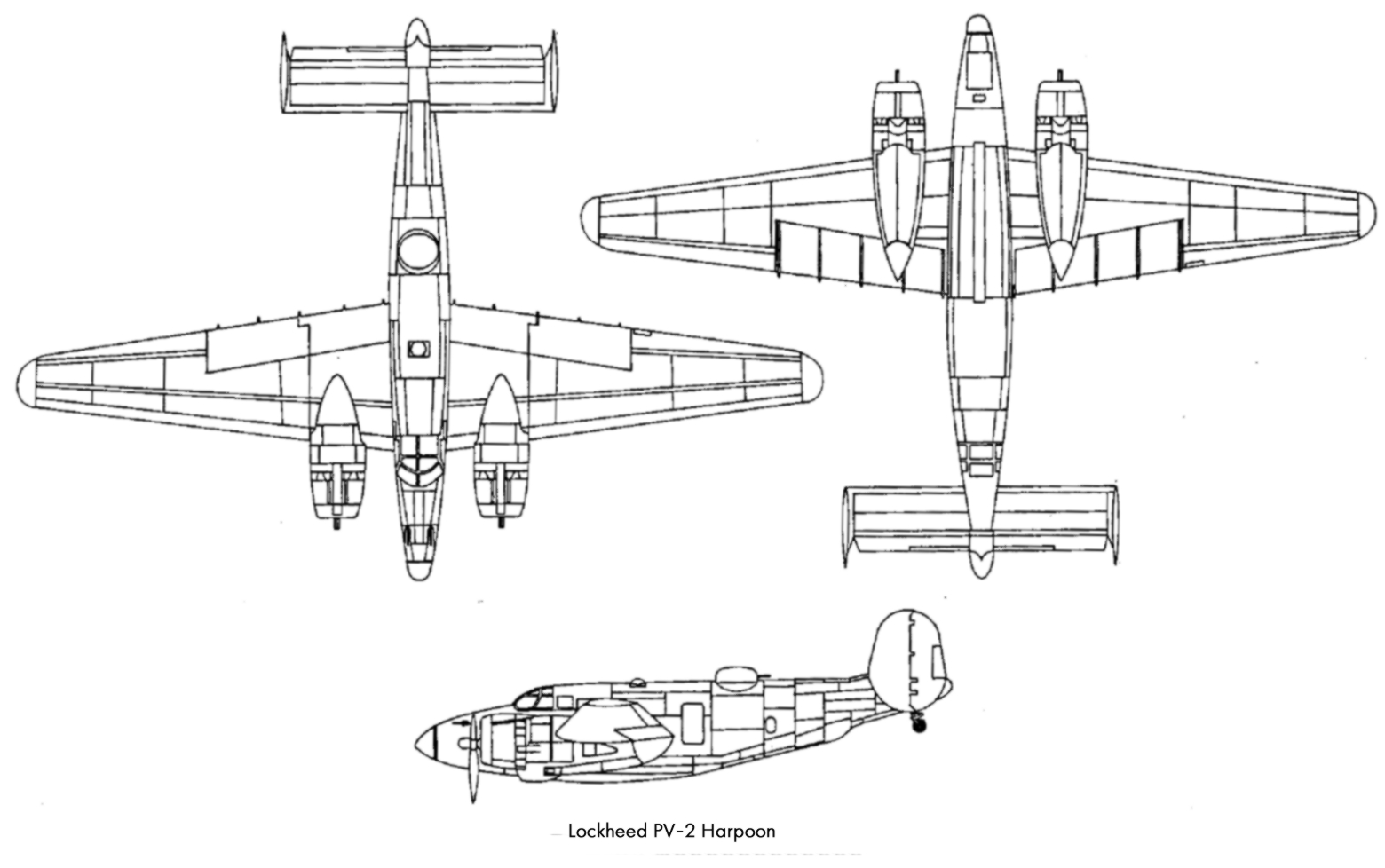
Risszeichnung der PV-2

| Kenngröße             | PV-1 Ventura | PV-2 Harpoon |
| --------------------- | --- | --- |
| Besatzung             | 4–5 | 4–5 |
| Länge                 | 15,77 m | 15,98 m |
| Spannweite            | 19,96 m | 22,84 m |
| Höhe                  | 3,63 m | 3,63 m |
| Leermasse             | 9.161 kg | 9.538 kg |
| Startmasse            | 14.096 kg | 16.330 kg |
| Triebwerke            | zwei Pratt & Whitney R-2800-31 Double Wasp mit je 2.000 PS (1.471 kW)                                                                                                | zwei Pratt & Whitney R-2800-31 Double Wasp mit je 2.000 PS (1.471 kW)                                                                                          |
| Höchstgeschwindigkeit | 512 km/h | 454 km/h |
| Dienstgipfelhöhe      | 8.016 m | 7.285 m |
| Reichweite            | 2.670 km | 2.880 km |
| Bewaffnung            | zwei starre 12,7-mm-MG vorn, zwei im Rückenturm und zwei 7,62-mm-MG unter dem Heck max. 1362 kg Bomben im Rumpf und max. 908 kg an Außenlasten unter den Tragflächen | fünf starre 12,7-mm-MG nach vorn, zwei im Rückenturm und zwei unter dem Heck max. 1816 kg Bomben im Rumpf und max. 908 kg an Außenlasten unter den Tragflächen |

## Erhaltene Flugzeuge
Das Museum der südafrikanischen Luftwaffe in Pretoria besitzt vier PV-1 (Lockheed-Konstruktionsnummern 4642, 4646, 6219 und 6220). Die 4642 ist ausgestellt, die restlichen sind eingelagert.
In den USA sind zwei PV-2 erhalten, die BuNo 37230 im National Museum of Naval Aviation und die 37396 in privater Hand.